# Награды Псковской области
Награды Псковской области — награды субъекта Российской Федерации учреждённые Собранием депутатов и Губернатором Псковской области на основании Закона Псковской области от 25 октября 2018 года «О наградах Псковской области» и Указа Губернатора Псковской области от 23 августа 2019 года № 72-УГ «О наградах Псковской области».
Награды Псковской области являются формой поощрения граждан, коллективов организаций и организаций, за значительный вклад в социально-экономическое развитие Псковской области, большие заслуги и достижения в государственной, производственной, научно-исследовательской, социальной, культурной, общественной, благотворительной и иной деятельности.
Согласно Законодательным актам, в Псковской области устанавливаются следующие виды наград:
- звание «Почётный гражданин Псковской области»;
- звание «Ветеран труда Псковской области»;
- медаль «За заслуги перед Псковской областью»;
- медаль «Родительская слава Псковской области»;
- почётный знак «За заслуги перед Псковской областью»;
- Почётная грамота Псковского областного Собрания депутатов;
- Почётная грамота Губернатора Псковской области;
- Звания Псковской области[3]:
  - звание «Заслуженный педагогический работник Псковской области»;
  - звание «Заслуженный работник культуры Псковской области»;
  - звание «Заслуженный деятель искусств Псковской области»;
  - звание «Заслуженный работник здравоохранения Псковской области»;
  - звание «Заслуженный меценат Псковской области»;
  - звание «Заслуженный наставник Псковской области»;
  - звание «Заслуженный доброволец Псковской области»[4];
  - звание «Заслуженный работник средств массовой информации Псковской области»[4];
  - звание «Заслуженный работник социальной защиты Псковской области»[4].

Органы государственной власти Псковской области и иные государственные органы Псковской области вправе определять иные формы поощрения граждан и организаций от имени соответствующего органа государственной власти Псковской области, иного государственного органа Псковской области, не относящиеся к наградам Псковской области.

## Перечень наград

### Высшая награда Псковской области
| Изображение награды | Наименование награды                                                                                      | Дата учреждения      | Правила награждения | Источник |
| ------------------- | --- | -------------------- | --- | --- |
|                     | Звание «Почётный гражданин Псковской области» --- (Нагрудный знак «Почётный гражданин Псковской области») | 25 октября 2018 года | Звание «Почётный гражданин Псковской области» является высшей наградой Псковской области, присваиваемой гражданам Российской Федерации за исключительные заслуги перед Псковской областью и её жителями, снискавшим уважение и широкую известность в Псковской области и (или) за её пределами, постоянно проживающим на территории Псковской области не менее 20 лет, имеющим общий трудовой стаж не менее 20 лет, награждённым ранее медалью «За заслуги перед Псковской областью» или государственной наградой Российской Федерации, или государственной наградой СССР. Гражданину, удостоенному звания, вручается нагрудный знак к званию и удостоверение. Звание присваивается не более чем одному гражданину в год и повторно одному лицу не присваивается. Почётные граждане удостаиваются денежных выплат и ряда льгот установленных Законом. | Закон Псковской области от 25 октября 2018 года «О наградах Псковской области» --- Эскиз нагрудного знака к званию |

### Награды Псковской области
| Изображение награды                           | Наименование награды                                      | Дата учреждения      | Правила награждения | Источник |
| --------------------------------------------- | --------------------------------------------------------- | -------------------- | --- | --- |
|                                               | Звание «Ветеран труда Псковской области»                  | 29 апреля 2009 года  | Звание «Ветеран труда Псковской области» присваивается лицам, являющимся гражданами Российской Федерации, проживающим на территории Псковской области: - имеющим трудовой стаж не менее 35 лет для женщин и не менее 40 лет для мужчин, из которого не менее половины составляет стаж работы на территории Псковской области, не имеющим звания «Ветеран труда» и имеющим награды областного уровня за труд: Администрации Псковской области, Псковского областного комитета КПСС и ВЛКСМ, иных органов законодательной и исполнительной власти Псковской области РФ и СССР, профсоюзов и потребсоюзов; а также удостоенным знаков и званий: «Победитель социалистического соревнования», «Ударник пятилетки», «Ударник коммунистического труда», медалей ВДНХ СССР; занесённым в Книгу Почёта и на Доску Почёта и др. на территории Псковской области; - родившимся в период с 22 июня 1928 года по 02 сентября 1945 года, имеющим трудовой стаж не менее 35 лет для женщин и не менее 40 лет для мужчин. Лицам, имеющим звание предоставляются меры социальной поддержки в виде ежемесячных денежных выплат и льгот. | Закон Псковской области от 29 апреля 2009 года «О ветеранах труда Псковской области»                                                               |
|                                               | Медаль «За заслуги перед Псковской областью»              | 23 августа 2019 года | Медалью «За заслуги перед Псковской областью» награждаются граждане Российской Федерации за особый вклад в социально-экономическое развитие Псковской области, укрепление законности, защиту прав и свобод граждан, благотворительную деятельность и иные заслуги перед Псковской областью, способствующие повышению авторитета Псковской области в Российской Федерации и за рубежом, имеющие общий трудовой стаж не менее 15 лет, награжденные ранее почётным знаком «За заслуги перед Псковской областью» или Почётной грамотой Псковского областного Собрания депутатов, или Почётной грамотой Губернатора Псковской области, а также граждане Российской Федерации за проявленные мужество, смелость и отвагу при совершении подвига, получившего широкую известность в Псковской области и за её пределами. Гражданину, награжденному медалью, выплачивается единовременное государственное денежное пособие. | Указ Губернатора Псковской области от 23 августа 2019 года № 72-УГ «О наградах Псковской области» ---                                              |
| для награждения женщин для награждения мужчин | Медаль «Родительская слава Псковской области»             | 23 августа 2019 года | Медалью «Родительская слава Псковской области» награждаются родители (усыновители), являющиеся гражданами Российской Федерации, состоящие в браке, заключённом в органах ЗАГС, либо, в случае неполной семьи, один из родителей (усыновителей), постоянно проживающие на территории Псковской области, родившие (усыновившие или удочерившие) и воспитывающие (воспитавшие) трёх и более детей, за их достойное воспитание в течение не менее 5 лет. Медалью могут быть награждены родители (усыновители), родившие (усыновившие или удочерившие) и достойно воспитавшие менее трёх детей, при условии достижения хотя бы одним ребёнком выдающихся успехов в трудовой, служебной, творческой или общественной деятельности, получивших широкую известность в Российской Федерации или признанных мировым сообществом. Награждаемые родители (усыновители) и их дети образуют социально ответственную семью, ведут здоровый образ жизни, обеспечивают надлежащий уровень заботы о здоровье, образовании, физическом, духовном и нравственном развитии детей, полное и гармоничное развитие их личности, подают пример в укреплении института семьи и воспитании детей. При награждении медалью учитываются дети, погибшие или пропавшие без вести при защите Отечества или его интересов, при исполнении воинского, служебного или гражданского долга, умершие вследствие ранения, контузии, увечья или заболевания, полученных при указанных обстоятельствах, либо вследствие трудового увечья или профессионального заболевания. Награждение медалью осуществляется в отношении обоих родителей (усыновителей) либо одного из родителей (усыновителей). Медалью награждаются родители (усыновители) не более чем 3 семей в течение календарного года. Повторное награждение медалью не осуществляется. | Указ Губернатора Псковской области от 23 августа 2019 года № 72-УГ «О наградах Псковской области» ---                                              |
|                                               | Почётный знак «За заслуги перед Псковской областью»       | 23 августа 2019 года | Почётным знаком «За заслуги перед Псковской областью» награждаются граждане Российской Федерации и иностранные граждане за значительные заслуги в социально-экономическом развитии Псковской области, укрепление законности, защиту прав и свобод граждан, совершенствование и повышение эффективности деятельности органов государственной власти области, благотворительную деятельность и иные заслуги перед Псковской областью. Гражданину, награждённому почётным знаком, вручается удостоверение к почётному знаку. Почётным знаком награждается не более трёх граждан в течение года. Очередное награждение почётным знаком за новые заслуги возможно не ранее чем через 10 лет после предыдущего награждения указанной наградой. Гражданину, награждённому почётным знаком, выплачивается единовременное государственное денежное пособие. | Указ Губернатора Псковской области от 23 августа 2019 года № 72-УГ «О наградах Псковской области» ---                                              |
|                                               | Почётная грамота Псковского областного Собрания депутатов | 25 декабря 2012 года | Почётная грамота Псковского областного Собрания депутатов является высшей наградой законодательного органа государственной власти Псковской области, учреждённой в целях поощрения граждан Российской Федерации, иностранных граждан и организаций за активное участие в законотворческой деятельности, общественной жизни, обеспечении прав и свобод граждан, укреплении государственной власти и местного самоуправления, весомый вклад в социально-экономическое развитие Псковской области. Награждение Почётной грамотой Псковского областного Собрания депутатов осуществляется постановлением Псковского областного Собрания депутатов в соответствии с Положением о Почётной грамоте Псковского областного Собрания депутатов. | Постановление Псковского областного Собрания депутатов от 25 декабря 2012 года № 338 «О Почётной грамоте Псковского областного Собрания депутатов» |
|                                               | Почётная грамота Губернатора Псковской области            | 5 февраля 2019 года  | Почётная грамота Губернатора Псковской области является высшей наградой руководителя высшего исполнительного органа государственной власти Псковской области, учреждённой в целях поощрения граждан Российской Федерации, иностранных граждан, организаций и трудовых коллективов организаций за особые заслуги перед Псковской областью, достижение высоких показателей при осуществлении государственной, трудовой, общественной и уставной деятельности. Награждение Почётной грамотой Губернатора Псковской области осуществляется указом Губернатора Псковской области в соответствии с Положением о Почётной грамоте Губернатора Псковской области. | Указ Губернатора Псковской области от 23 августа 2019 года № 72-УГ «О наградах Псковской области».                                                 |

### Звания Псковской области
| Изображение награды | Наименование награды                                                 | Дата учреждения      | Правила награждения | Источник |
| ------------------- | -------------------------------------------------------------------- | -------------------- | --- | --- |
|                     | Почётные звания Псковской области:                                   |                      | Звания Псковской области учреждены для награждения граждан за заслуги и большой личный вклад в социально-экономическое и культурное развитие Псковской области, высокое профессиональное мастерство и добросовестный труд, способствующие развитию Псковской области. При присвоении гражданину звания в обязательном порядке учитывается наличие общего трудового стажа лица в соответствующей званию сфере деятельности – не менее 10 лет. При присвоении гражданину звания «Заслуженный наставник Псковской области» учитывается стаж наставнической деятельности не менее 3 лет. При присвоении гражданину звания «Заслуженный доброволец Псковской области» учитывается стаж добровольческой (волонтерской) деятельности не менее 3 лет. Гражданам, удостоенным званий Псковской области вручается соответствующий нагрудный знак и удостоверение | |
|                     | «Заслуженный педагогический работник Псковской области»              | 24 декабря 2019 года | Звания Псковской области учреждены для награждения граждан за заслуги и большой личный вклад в социально-экономическое и культурное развитие Псковской области, высокое профессиональное мастерство и добросовестный труд, способствующие развитию Псковской области. При присвоении гражданину звания в обязательном порядке учитывается наличие общего трудового стажа лица в соответствующей званию сфере деятельности – не менее 10 лет. При присвоении гражданину звания «Заслуженный наставник Псковской области» учитывается стаж наставнической деятельности не менее 3 лет. При присвоении гражданину звания «Заслуженный доброволец Псковской области» учитывается стаж добровольческой (волонтерской) деятельности не менее 3 лет. Гражданам, удостоенным званий Псковской области вручается соответствующий нагрудный знак и удостоверение | Закон Псковской области от 27 декабря 2019 г. № 2032-ОЗ «О внесении изменений в Закон Псковской области «О наградах Псковской области». |
|                     | «Заслуженный работник культуры Псковской области»                    | 24 декабря 2019 года | Звания Псковской области учреждены для награждения граждан за заслуги и большой личный вклад в социально-экономическое и культурное развитие Псковской области, высокое профессиональное мастерство и добросовестный труд, способствующие развитию Псковской области. При присвоении гражданину звания в обязательном порядке учитывается наличие общего трудового стажа лица в соответствующей званию сфере деятельности – не менее 10 лет. При присвоении гражданину звания «Заслуженный наставник Псковской области» учитывается стаж наставнической деятельности не менее 3 лет. При присвоении гражданину звания «Заслуженный доброволец Псковской области» учитывается стаж добровольческой (волонтерской) деятельности не менее 3 лет. Гражданам, удостоенным званий Псковской области вручается соответствующий нагрудный знак и удостоверение | Закон Псковской области от 27 декабря 2019 г. № 2032-ОЗ «О внесении изменений в Закон Псковской области «О наградах Псковской области». |
|                     | «Заслуженный деятель искусств Псковской области»                     | 24 декабря 2019 года | Звания Псковской области учреждены для награждения граждан за заслуги и большой личный вклад в социально-экономическое и культурное развитие Псковской области, высокое профессиональное мастерство и добросовестный труд, способствующие развитию Псковской области. При присвоении гражданину звания в обязательном порядке учитывается наличие общего трудового стажа лица в соответствующей званию сфере деятельности – не менее 10 лет. При присвоении гражданину звания «Заслуженный наставник Псковской области» учитывается стаж наставнической деятельности не менее 3 лет. При присвоении гражданину звания «Заслуженный доброволец Псковской области» учитывается стаж добровольческой (волонтерской) деятельности не менее 3 лет. Гражданам, удостоенным званий Псковской области вручается соответствующий нагрудный знак и удостоверение | Закон Псковской области от 27 декабря 2019 г. № 2032-ОЗ «О внесении изменений в Закон Псковской области «О наградах Псковской области». |
|                     | «Заслуженный работник здравоохранения Псковской области»             | 24 декабря 2019 года | Звания Псковской области учреждены для награждения граждан за заслуги и большой личный вклад в социально-экономическое и культурное развитие Псковской области, высокое профессиональное мастерство и добросовестный труд, способствующие развитию Псковской области. При присвоении гражданину звания в обязательном порядке учитывается наличие общего трудового стажа лица в соответствующей званию сфере деятельности – не менее 10 лет. При присвоении гражданину звания «Заслуженный наставник Псковской области» учитывается стаж наставнической деятельности не менее 3 лет. При присвоении гражданину звания «Заслуженный доброволец Псковской области» учитывается стаж добровольческой (волонтерской) деятельности не менее 3 лет. Гражданам, удостоенным званий Псковской области вручается соответствующий нагрудный знак и удостоверение | Закон Псковской области от 27 декабря 2019 г. № 2032-ОЗ «О внесении изменений в Закон Псковской области «О наградах Псковской области». |
|                     | «Заслуженный меценат Псковской области»                              | 26 марта 2020 г.     | Звания Псковской области учреждены для награждения граждан за заслуги и большой личный вклад в социально-экономическое и культурное развитие Псковской области, высокое профессиональное мастерство и добросовестный труд, способствующие развитию Псковской области. При присвоении гражданину звания в обязательном порядке учитывается наличие общего трудового стажа лица в соответствующей званию сфере деятельности – не менее 10 лет. При присвоении гражданину звания «Заслуженный наставник Псковской области» учитывается стаж наставнической деятельности не менее 3 лет. При присвоении гражданину звания «Заслуженный доброволец Псковской области» учитывается стаж добровольческой (волонтерской) деятельности не менее 3 лет. Гражданам, удостоенным званий Псковской области вручается соответствующий нагрудный знак и удостоверение | Закон Псковской области от 27 марта 2020 г. № 2057-ОЗ «О внесении изменений в Закон Псковской области «О наградах Псковской области».   |
|                     | «Заслуженный наставник Псковской области»                            | 26 марта 2020 г.     | Звания Псковской области учреждены для награждения граждан за заслуги и большой личный вклад в социально-экономическое и культурное развитие Псковской области, высокое профессиональное мастерство и добросовестный труд, способствующие развитию Псковской области. При присвоении гражданину звания в обязательном порядке учитывается наличие общего трудового стажа лица в соответствующей званию сфере деятельности – не менее 10 лет. При присвоении гражданину звания «Заслуженный наставник Псковской области» учитывается стаж наставнической деятельности не менее 3 лет. При присвоении гражданину звания «Заслуженный доброволец Псковской области» учитывается стаж добровольческой (волонтерской) деятельности не менее 3 лет. Гражданам, удостоенным званий Псковской области вручается соответствующий нагрудный знак и удостоверение | Закон Псковской области от 27 марта 2020 г. № 2057-ОЗ «О внесении изменений в Закон Псковской области «О наградах Псковской области».   |
|                     | «Заслуженный доброволец Псковской области»                           | 26 марта 2020 г.     | Звания Псковской области учреждены для награждения граждан за заслуги и большой личный вклад в социально-экономическое и культурное развитие Псковской области, высокое профессиональное мастерство и добросовестный труд, способствующие развитию Псковской области. При присвоении гражданину звания в обязательном порядке учитывается наличие общего трудового стажа лица в соответствующей званию сфере деятельности – не менее 10 лет. При присвоении гражданину звания «Заслуженный наставник Псковской области» учитывается стаж наставнической деятельности не менее 3 лет. При присвоении гражданину звания «Заслуженный доброволец Псковской области» учитывается стаж добровольческой (волонтерской) деятельности не менее 3 лет. Гражданам, удостоенным званий Псковской области вручается соответствующий нагрудный знак и удостоверение | Закон Псковской области от 27 марта 2020 г. № 2057-ОЗ «О внесении изменений в Закон Псковской области «О наградах Псковской области».   |
|                     | «Заслуженный работник средств массовой информации Псковской области» | 2 июня 2020 г.       | Звания Псковской области учреждены для награждения граждан за заслуги и большой личный вклад в социально-экономическое и культурное развитие Псковской области, высокое профессиональное мастерство и добросовестный труд, способствующие развитию Псковской области. При присвоении гражданину звания в обязательном порядке учитывается наличие общего трудового стажа лица в соответствующей званию сфере деятельности – не менее 10 лет. При присвоении гражданину звания «Заслуженный наставник Псковской области» учитывается стаж наставнической деятельности не менее 3 лет. При присвоении гражданину звания «Заслуженный доброволец Псковской области» учитывается стаж добровольческой (волонтерской) деятельности не менее 3 лет. Гражданам, удостоенным званий Псковской области вручается соответствующий нагрудный знак и удостоверение | Закон Псковской области от 08 июня 2020 г. № 2080-ОЗ «О внесении изменений в Закон Псковской области «О наградах Псковской области»     |
|                     | «Заслуженный работник социальной защиты Псковской области»           | 14 июля 2020 г.      | Звания Псковской области учреждены для награждения граждан за заслуги и большой личный вклад в социально-экономическое и культурное развитие Псковской области, высокое профессиональное мастерство и добросовестный труд, способствующие развитию Псковской области. При присвоении гражданину звания в обязательном порядке учитывается наличие общего трудового стажа лица в соответствующей званию сфере деятельности – не менее 10 лет. При присвоении гражданину звания «Заслуженный наставник Псковской области» учитывается стаж наставнической деятельности не менее 3 лет. При присвоении гражданину звания «Заслуженный доброволец Псковской области» учитывается стаж добровольческой (волонтерской) деятельности не менее 3 лет. Гражданам, удостоенным званий Псковской области вручается соответствующий нагрудный знак и удостоверение | Закон Псковской области от 21 июля 2020 года № 2090-ОЗ «О внесении изменений в Закон Псковской области «О наградах Псковской области».  |

## Награды города Пскова
Награды города Пскова — награды используемые (наряду с наградами Псковской области) для награждения жителей областного центра — города Пскова.
К наградам города Пскова относятся:
- звание «Почётный гражданин города Пскова»;
- медаль «За заслуги перед Псковом»;
- Почётная грамота Главы города Пскова;
- ценный подарок Главы города Пскова;
- благодарственное письмо Главы города Пскова;
- приветственный адрес Главы города Пскова.

Городские награды являются формой поощрения граждан и организаций за заслуги в экономике, совершенствование системы городского самоуправления, жилищно-коммунального хозяйства, науке, культуре, спорте, искусстве, военной службе и иные заслуги перед городом Псковом.
| Изображение награды | Наименование награды | Дата учреждения                            | Правила награждения | Источник |
| ------------------- | --- | ------------------------------------------ | --- | --- |
|                     | Звание «Почётный гражданин города Пскова» --- (Нагрудный знак «Почётный гражданин города Пскова»)                                                                        | 11 июля 1996 года --- 13 февраля 2001 года | Звание «Почётный гражданин города Пскова» является высшей формой общественного признания, поощрения граждан за выдающиеся личные заслуги в деятельности, направленной на благо города Пскова и его жителей. Представленным к награде является гражданин, имеющий 25 лет трудового стажа, награждённый медалью «За заслуги перед Псковом». Не могут быть претендентами на присвоение звания действующие должностные лица органов местного самоуправления и государственных органов власти. Основаниями для присвоения звания являются: - долговременная и устойчивая известность среди жителей города в связи с эффективной благотворительной деятельностью претендента; - авторитет лица у жителей города, приобретенный длительной общественной деятельностью; - выдающиеся заслуги граждан в культурной, научной, политической, хозяйственной и других сферах деятельности, способствующие развитию города, повышению его авторитета в Псковской области и Российской Федерации.                                                                               | Постановление Псковской городской Думы от 13 февраля 2001 года № 391 «О рассмотрении проекта Положения о присвоении звания „Почётный гражданин города Пскова“ в третьем чтении»                                                                                 |
|                     | Медаль «За заслуги перед Псковом» | 26 декабря 2003 года                       | Медалью «За заслуги перед Псковом» награждаются граждане за особо выдающиеся заслуги, связанные с развитием Пскова, за высокие достижения в государственной и муниципальной, производственной, научно-исследовательской, социально-культурной, общественной и благотворительной деятельности, позволившей существенным образом улучшить условия жизни жителей города Пскова, за заслуги в подготовке высококвалифицированных кадров, воспитании подрастающего поколения, поддержания законности и правопорядка. Медалью могут награждаться граждане иных муниципальных образований Российской Федерации, иностранные граждане, за исключительные заслуги перед городом. При вручении медали выдаётся удостоверение установленного образца и выписка из Решения Псковской городской Думы о награждении медалью. Медаль вручается в торжественной обстановке Главой города Пскова или по его поручению заместителем Главы города Пскова. Повторное награждение медалью не допускается. В случае утери медали или удостоверения к медали, их дубликаты не выдаются. | Постановление Псковской городской Думы от 26 декабря 2003 года № 206 «О Положении о медали города Пскова „За заслуги перед Псковом“» --- |
|                     | Почётная грамота Главы города Пскова --- Ценный подарок Главы города Пскова --- Благодарственное письмо Главы города Пскова --- Приветственный адрес Главы города Пскова | 3 июня 2010 года                           | Почётная грамота Главы города Пскова, Ценный подарок Главы города Пскова, Благодарственное письмо Главы города Пскова, Приветственный адрес Главы города Пскова являются видами поощрений граждан, трудовых коллективов, учреждений и организаций различных форм собственности, общественных организаций, правоохранительных органов и воинских формирований за особые заслуги в сферах экономической, научно-технической, социально-культурной, общественно-политической жизни, в укреплении законности и правопорядка на территории муниципального образования «Город Псков», а также за личный вклад в развитие образования, здравоохранения, искусства, физической культуры и спорта укрепление культурных и внешнеэкономических связей муниципального образования «Город Псков». Награждение может сопровождаться вручением единовременного денежного вознаграждения, подарка или сувенира. | Постановление главы города Пскова от 3 июня 2010 года № 131 «Об утверждении Положения о Почетной грамоте Главы города Пскова, о Ценном подарке Главы города Пскова, о Благодарственном письме Главы города Пскова, о Приветственном адресе Главы города Пскова» |

## Награды города Великие Луки
| Изображение награды | Наименование награды                                  | Дата учреждения  | Правила награждения | Источник |
| ------------------- | ----------------------------------------------------- | ---------------- | --- | --- |
|                     | Памятная медаль «Великие Луки — город воинской славы» | 4 июля 2013 года | Памятной медалью «Великие Луки — город воинской славы» награждаются лица: - проявившие стойкость, мужество и героизм при исполнении ими воинского или служебного долга на территории города Великие Луки или за его пределами; - осуществляющие деятельность, способствующую патриотическому воспитанию населения; - внесшие своим трудом вклад в развитие города Великие Луки в сферах экономической, научно-технической, социально-культурной, общественно-политической жизни, местного самоуправления, жилищно-коммунального хозяйства, образования, здравоохранения, искусства, архитектуры и градостроительства, а также иных сферах жизнедеятельности города Великие Луки; - внесшие личный вклад в развитие культурных и внешнеэкономических связей, укрепление законности и правопорядка на территории города Великие Луки, а также занимающиеся благотворительной деятельностью. | Решение Великолукской городской Думы от 4 июля 2013 года № 48 «О памятной медали "Великие Луки — город воинской славы"» |